# Red kopeli
Red kopeli (izvirno angleško The Most Honourable Order of the Bath) je britanski viteški red, ki ga je 18. maja 1725 ustanovil Jurij I. Britanski.
Trenutno je četrti najvišji britanski red, ki se ga podeljuje v dveh skupinah: vojaška in civilna. 
Red sestavlja:
- suveren,
- Veliki mojster reda,
- trije razredi članov:

- vitez velikega križa (GCB) ali dama velikega križa (GCB)
- vitez poveljnik (KCB) ali dama poveljnica (DCB)
- spremljevalec (CB).